# Tejani
Tejani (cyr. Тејани) – wieś w Czarnogórze, w gminie Bar. W 2011 roku liczyła 62 mieszkańców.